# Peter Aulævill
Peter Aulævill, född 28 september 1677 i Stockholm, död där 14 februari 1767, var en svensk jurist och politiker, verksam under frihetstiden.

## Biografi
Peter Aulævill var son till borgmästaren i Stockholm Axel Aulævill och hans hustru Anna Henriksdotter Karckmann. Släkttraditionen har gjort gällande att han skulle ha varit son till kung Karl XI, men denna saknar med all sannolikhet grund.
Aulævill skrevs in vid Uppsala universitet 19 november 1687 och disputerade 16 december 1699. År 1701 blev han auskultant vid Svea hovrätt och senare samma år vid Stockholms rådhusrätt och kämnärsrätt. Senare samma år blev han stadsaktuarie och 1703 blev han rådhusnotarie. I februari 1712 blev Aulævill extra ordinarie rådman i Stockholms rådhusrätt och i maj samma år blev han ordinarie rådman. År 1714 utnämndes han till ledamot av lagkommissionen, där han deltog i utarbetandet av 1734 års lag.
År 1721 blev han preses vid Stockholms stads södra kämnärsrätt och 1728-1742 var han bankofullmäktig. År 1731 utnämndes Aulævill slutligen till justitieborgmästare i Stockholm. Mellan 1734 och 1746 var han talman för borgarståndet vid riksdagen. Aulævill höll sig utanför partistriderna, men ansågs luta något åt hattarnas sida.
Redan 1719 hade han tilldelats adliga privilegier, utan att därmed bli adlad. Den 25 november 1751 blev hans söner adlade för hans förtjänster von Aulævill och introducerades 1752 som ätt nummer 1951 på riddarhuset.

### Familj
Aulævill gifte sig 3 september 1708 med Anna Margareta Specht (död 1729). Hon var dotter till handelsmannen Gert Specht den äldre och Catharina Küper i Stockholm. De fick tillsammans barnen överstelöjtnanten Gerhard von Aulævill (1712–1767) vid artilleriet, bankokommissarien Fredrik von Aulævill (1725–1791) i Stockholm och löjtnanten Lars von Aulævill (1727–1764) vid fortifikationen.